# Poarta Albă (localidad)
Poarta Albă (antiguamente Alacapî) es una localidad rumana de la comuna homónima, en el condado de Constanța.

## Toponimia
El antiguo nombre del lugar puede encontrarse escrito con las grafías Alacapî, Ala-Kapu, Alacap y Alacapo. Pasó a llamarse Poarta Albă.

## Historia
Hacia finales del siglo XIX, la localidad, que ya por entonces pertenecía al condado de Constanța, formaba parte de la comuna homónima de Alacapî, de la cual era capital, y tenía contabilizada una población de 279 habitantes.
En la segunda mitad del siglo XX la localidad había pasado a formar parte de la comuna homónima de Poarta Albă. En el censo de 2021 la localidad tenía una población de 4983 habitantes.